# Can Sàbat de la Pujada
Can Sàbat de la Pujada és una casa de Gelida (Alt Penedès) protegida com a bé cultural d'interès local.

## Descripció
És un grandiós casal cobert a dues vessants, de planta rectangular, de celler amb voltes i pilastres i tres pisos, construït el 1883, enganxat a la masia primitiva, de la qual actualment només en resta una part, obra del segle xvi amb baixos i planta, amb portal dovellat i finestres tallades que dona a un gran pati, amb rajoles del segle xviii. El Casal construït el 1883, seguí l'estil tradicional de les grans masies: espaiosa entrada, menjador amb mobles valuosos, cuina amb rajoles pintades, la sala superior -repartidora de les habitacions-alcova. Tot aquest conjunt fou malmès els anys 60, convertint-lo en pisos i desfigurant el seu entorn -que havia estat sorprenedor i deliciós- amb la pallissa, la caseta, la bassa amb el llorers, el til·ler, els lliris i els rosers bordencs.

## Història
Aquest casal, conjuntament amb les instal·lacions annexes, és una bona mostra de la puixança vitícola de Gelida a finals i primeries d'aques segle. Els espaiosos cellers i la maquinària conservada ho palesen a bastament. El Sr. Jaume Carafí i Domingo, conserva una pila de documents de la casa des del 1600, com a descendent de la Sra. Agnés Boatell, la qual comprà la finca a Carles Sàbat el 31 de març del 1897. Entre aquests documents cal esmentar els plànols de la casa nova datats el 14 de novembre del 1883 i signats per en Pere Ros i Tort, Mestre d'Obres de Martorell. Potser l'extraordinari esforç que suposà la construcció d'aquesta gran casa, provocà anys després, el 1897, la seva venda suplicada a la Sra. Boatell, extrem aquest últim que trobem escrit a la documentació consultada de la casa.